# Сто замечательных финнов
«Сто замеча́тельных фи́ннов» — опубликованный Обществом финской литературы в марте 2004 года на русском языке сборник биографий ста видных деятелей Финляндии.
Как отметил в своей рецензии на книгу писатель Евгений Попов, «необходимость выхода этой книги на русском языке трудно переоценить»; эта рецензия была опубликована в журнале «Вестник Европы», а позже была переведена на финский язык и опубликована в газете Helsingin Sanomat.

## Общая информация
Биографии, вошедшие в сборник «Сто замечательных финнов», были отобраны для перевода на русский язык из коллекции «Национальная биография Финляндия». Эта коллекция, над которой работало более семисот исследователей, была создана в период с 1993 по 2001 год в рамках проекта Исторического Общества Финляндии, в неё входят биографии шести тысяч человек, которых в той или иной степени можно отнести к жителям Финляндии.
Ранее, в 2000 году, Обществом финской литературы был опубликован аналогичный сборник на английском языке. В него также вошло сто биографий видных финских деятелей, но состав персоналий по сравнению с русским изданием существенно отличался, всего в русском и английском сборнике совпадало ровно пятьдесят статей (в частности, в обеих книгах имелись статьи о всех президентах Финляндии). Среди различий можно отметить отсутствие в английском издании статей о финских революционерах, в то же время в русском издании было значительно меньше статей о церковных деятелях и о предпринимателях.
Сборник на русском языке вышел в переводе И. М. Соломеща — доцента кафедры Истории стран Северной Европы, руководителя Лаборатории по проблемам Скандинавских стран и Финляндии Петрозаводского государственного университета.
Электронные версии как англоязычного, так и русскоязычного сборников в настоящее время (начало 2020 года) выложены в интернете в свободном доступе на сайте Биографического центра Общества финской литературы. В журнале LiteraruS-Литературное слово (Хельсинки) в статье Эдварда Хямяляйнена «О русскоязычных страницах финляндских веб-ресурсов» электронная версия книги на русском языке была названа одним из самых интересных культурных проектов среди тех, которые имеют отношение к культуре и информации.

## Список биографий
Обозначения и пояснения:
- Цветовые обозначения строк:
  -  синеватый — статья о данном человеке имеется как в издании на русском, так и на английском языке,
  -  красноватый — статья имеется только в издании на русском языке,
  -  зеленоватый — статья имеется только в издании на английском языке.
- № — порядковый номер статьи. В строках таблицы с номерами от 1 до 100 находится информация о лицах, статьи о которых имеются в русском издании книги, при этом порядок расположения строк соответствует порядку соответствующих статей в книге[5]; в строках с номера от 101 до 150 находится информация о лицах, статьи о которых имеются только в английском издании книги, при этом порядок расположения строк соответствует оглавлению этого издания на сайте Биографического центра Общества финской литературы[4].

Если написание фамилии или имени в книге имеет некоторые особенности, информация об этом вынесена в примечания.
Краткая информация в последней колонке таблицы (о роде занятий, о самых высоких званиях и должностях, которые занимали данные лица) дана в унифицированном виде: вначале указана область деятельности, затем, в скобках, уточнения, звания и должности.
| №   | фамилия, имя                        | род.     | ум.      | род деятельности (должность, звание)                                                |
| --- | ----------------------------------- | -------- | -------- | ----------------------------------------------------------------------------------- |
| 1   | Аалберг, Ида                        | 1857     | 1915     | Деятель культуры (актриса)                                                          |
| 2   | Аалто, Алвар                        | 1898     | 1976     | Архитектор                                                                          |
| 3   | Агрикола, Микаэль                   | ок. 1510 | 1557     | Церковный деятель (епископ Туркуской епархии), филолог                              |
| 4   | Айро, Аксель                        | 1898     | 1985     | Военный деятель (начальник Генерального штаба)                                      |
| 5   | Акте, Айно                          | 1876     | 1944     | Деятель культуры (оперная певица)                                                   |
| 6   | Алкио, Сантери                      | 1862     | 1930     | Политик (депутат парламента)                                                        |
| 7   | Альстрём, Антти                     | 1827     | 1896     | Промышленник                                                                        |
| 8   | Арвидссон, Адольф                   | 1791     | 1858     | Общественный деятель (вдохновитель финского национального движения)                 |
| 9   | Армфельт, Густав Мориц              | 1757     | 1814     | Политик (председатель Комиссии финляндских дел)                                     |
| 10  | Ахо, Юхани                          | 1861     | 1921     | Деятель культуры (писатель)                                                         |
| 11  | Ахтисаари, Мартти                   | 1937     | 2023     | Политик (президент Финляндии в 1994—2000)                                           |
| 12  | Валтари, Мика Тойми                 | 1908     | 1979     | Деятель культуры (писатель)                                                         |
| 13  | Вальфорс, Вильгельм                 | 1891     | 1969     | Промышленник (генеральный директор Концерна «Вяртсиля»), горный советник            |
| 14  | Ванберг, Хенрик                     | 1630     | 1709     | Крестьянин, депутат шведского риксдага, председатель крестьянского сословия         |
| 15  | Векман, Вернер                      | 1882     | 1968     | Спортсмен (олимпийский чемпион); горный советник                                    |
| 16  | Вестермарк, Эдвард                  | 1862     | 1939     | Учёный (социальный антрополог)                                                      |
| 17  | Виртанен, Арттури Илмари            | 1895     | 1973     | Учёный (химик)                                                                      |
| 18  | Гадолин, Юхан                       | 1760     | 1852     | Учёный (химик)                                                                      |
| 19  | Галлен-Каллела, Аксели              | 1865     | 1931     | Деятель культуры (художник)                                                         |
| 20  | Делагарди, Якоб Понтуссон           | 1583     | 1652     | Военный деятель (маршал)                                                            |
| 21  | Горн, Арвид                         | 1664     | 1742     | Политик (президент канцелярии)                                                      |
| 22  | Гранит, Рагнар                      | 1900     | 1991     | Учёный (физиолог)                                                                   |
| 23  | Гюллинг, Эдвард                     | 1881     | 1938     | Политик, революционер                                                               |
| 24  | Илкка, Яакко                        | ок. 1550 | 1597     | Крестьянин, предводитель крестьянского восстания                                    |
| 25  | Ирьё-Коскинен, Ирьё Сакари          | 1830     | 1903     | Политик (сенатор)                                                                   |
| 26  | Катарина Монсдоттер                 | 1550     | 1612     | Королева Швеции                                                                     |
| 27  | Калима, Эйно                        | 1882     | 1972     | Деятель культуры (руководитель театра)                                              |
| 28  | Каллио, Кюёсти                      | 1873     | 1940     | Политик (президент Финляндии в 1937—1940)                                           |
| 29  | Кальм, Пер                          | 1716     | 1779     | Учёный (ботаник, экономист)                                                         |
| 30  | Кант, Минна                         | 1844     | 1897     | Деятель культуры (писательница)                                                     |
| 31  | Демидова-Карамзина, Аврора Карловна | 1808     | 1902     | Общественный деятель                                                                |
| 32  | Кастрен, Матиас Александр           | 1813     | 1852     | Учёный (филолог)                                                                    |
| 33  | Кекконен, Урхо                      | 1900     | 1986     | Политик (президент Финляндии в 1956—1982)                                           |
| 34  | Кианто, Илмари                      | 1874     | 1970     | Деятель культуры (писатель)                                                         |
| 35  | Киви, Алексис                       | 1834     | 1872     | Деятель культуры (писатель)                                                         |
| 36  | Кипарский, Валентин Юлиус Александр | 1904     | 1983     | Учёный (филолог)                                                                    |
| 37  | Койвисто, Мауно                     | 1923     | 2017     | Политик (президент Финляндии в 1982—1994)                                           |
| 38  | Косола, Вихтори                     | 1884     | 1936     | Политический деятель (руководитель Лапуаского движения)                             |
| 39  | Крунстедт, Карл Улоф                | 1756     | 1820     | Военный деятель (вице-адмирал)                                                      |
| 40  | Курикка, Матти                      | 1863     | 1915     | социалист-утопист                                                                   |
| 41  | Куусинен, Отто Вильгельмович        | 1881     | 1964     | Политик                                                                             |
| 42  | Лагус, Рубен                        | 1896     | 1959     | Военный деятель (генерал-майор)                                                     |
| 43  | Лалли                               | 1110     | ок. 1160 | Крестьянин (известен как убийца святого Хенрика)                                    |
| 44  | Эйно Лейно                          | 1878     | 1926     | Деятель культуры (писатель, поэт)                                                   |
| 45  | Лённрот, Элиас                      | 1802     | 1884     | Учёный (филолог, исследователь карело-финского эпоса «Калевала»; врач, ботаник)     |
| 46  | Лехтонен, Йоел                      | 1881     | 1934     | Деятель культуры (писатель)                                                         |
| 47  | Линна, Вяйнё                        | 1920     | 1992     | Деятель культуры (писатель)                                                         |
| 48  | Луукконен, Фанни                    | 1882     | 1947     | Общественный деятель (руководитель организации «Лотта Свярд»)                       |
| 49  | Магни, Олаус (fi)                   | ок. 1405 | 1460     | Церковный деятель (епископ Турку)                                                   |
| 50  | Маннергейм, Карл Густав Эмиль       | 1867     | 1951     | Политик (президент Финляндии в 1944—1946)                                           |
| 51  | Мериканто, Оскар                    | 1868     | 1924     | Деятель культуры (композитор)                                                       |
| 52  | Мехелин, Лео                        | 1839     | 1914     | Политик (вице-председатель хозяйственного департамента сената)                      |
| 53  | Неванлинна, Рольф                   | 1895     | 1980     | Учёный (математик)                                                                  |
| 54  | Ненонен, Вильхо                     | 1883     | 1960     | Военный деятель (генерал артиллерии)                                                |
| 55  | Норденшельд, Адольф Эрик            | 1832     | 1901     | Учёный, путешественник                                                              |
| 56  | Нуортева, Сантери                   | 1881     | 1929     | Деятель культуры (журналист)                                                        |
| 57  | Нурми, Пааво                        | 1897     | 1973     | Спортсмен (олимпийский чемпион)                                                     |
| 58  | Павел                               | 1914     | 1988     | Церковный деятель (архиепископ православной церкви)                                 |
| 59  | Пааволайнен, Олави                  | 1903     | 1964     | Деятель культуры (писатель)                                                         |
| 60  | Паасикиви, Юхо Кусти                | 1870     | 1956     | Политик (президент Финляндии в 1946—1956)                                           |
| 61  | Пиль, Альма                         | 1888     | 1976     | Деятель культуры (дизайнер ювелирных изделий)                                       |
| 62  | Портан, Генрих Габриель             | 1739     | 1804     | Учёный (историк)                                                                    |
| 63  | Поссе, Кнут                         | ок. 1430 | 1500     | Военный деятель                                                                     |
| 64  | Пяятало, Калле (fi)                 | 1919     | 2000     | Деятель культуры (писатель)                                                         |
| 65  | Рааде, Уолеви (fi)                  | 1912     | 1998     | Промышленник (исполнительный директор фирмы «Несте»), горный советник               |
| 66  | Рахья, Эйно Абрамович               | 1885     | 1936     | Политик, революционер                                                               |
| 67  | Реландер, Лаури Кристиан            | 1883     | 1942     | Политик (президент Финляндии в 1925—1931)                                           |
| 68  | Рунеберг, Йохан Людвиг              | 1804     | 1877     | Деятель культуры (национальный поэт Финляндии)                                      |
| 69  | Руотсалайнен, Пааво                 | 1777     | 1852     | Церковный деятель (руководитель пиетистского движения)                              |
| 70  | Рууту, Юрьё (fi)                    | 1887     | 1956     | Политик                                                                             |
| 71  | Рюти, Ристо                         | 1889     | 1956     | Политик (президент Финляндии в 1940—1944)                                           |
| 72  | Свинхувуд, Пер Эвинд                | 1861     | 1944     | Политик (президент Финляндии в 1931—1937)                                           |
| 73  | Сёдергран, Эдит                     | 1892     | 1923     | Деятель культуры (поэтесса)                                                         |
| 74  | Сибелиус, Ян                        | 1865     | 1957     | Деятель культуры (композитор)                                                       |
| 75  | Сигнеус, Уно                        | 1810     | 1888     | Общественный деятель, главный инспектор народных школ                               |
| 76  | Силланпяя, Мийна                    | 1866     | 1952     | Политик (министр социальной защиты)                                                 |
| 77  | Силланпяя, Франс Эмиль              | 1888     | 1964     | Деятель культуры (писатель)                                                         |
| 78  | Снелльман, Йохан Вильгельм          | 1806     | 1881     | Политик (сенатор)                                                                   |
| 79  | Спренгтпортен, Георг Магнус         | 1740     | 1819     | Политик (генерал-губернатор)                                                        |
| 80  | Стольберг, Каарло Юхо               | 1865     | 1952     | Политик (президент Финляндии в 1919—1925)                                           |
| 81  | Таканен, Йоханнес                   | 1849     | 1885     | Деятель культуры (скульптор)                                                        |
| 82  | Талвела, Мартти                     | 1935     | 1989     | Деятель культуры (оперный певец)                                                    |
| 83  | Талвела, Пааво                      | 1897     | 1973     | Военный деятель (пехотный генерал)                                                  |
| 84  | Таннер, Вяйнё                       | 1881     | 1966     | Политик (премьер-министр)                                                           |
| 85  | Топелиус, Сакариас                  | 1818     | 1898     | Деятель культуры (писатель)                                                         |
| 86  | Тотт, Эрик Аксельссон               | ок. 1418 | 1481     | Политик (регент Швеции)                                                             |
| 87  | Флеминг, Клас Эрикссон              | ок. 1535 | 1597     | Политик (государственный советник)                                                  |
| 88  | Халонен, Тарья                      | 1943     | 2153     | Политик (президент Финляндии в 2000—2012)                                           |
| 89  | Хултин, Текла                       | 1864     | 1943     | Политик (депутат парламента)                                                        |
| 90  | Чудениус, Андерс                    | 1729     | 1803     | Деятель культуры (писатель)                                                         |
| 91  | Шёгрен, Андрей Михайлович           | 1794     | 1855     | Учёный (историк)                                                                    |
| 92  | Шерфбек, Хелена                     | 1862     | 1946     | Деятель культуры (художница)                                                        |
| 93  | Эдельфельт, Альберт                 | 1854     | 1905     | Деятель культуры (художник)                                                         |
| 94  | Энгель, Карл Людвиг                 | 1778     | 1840     | Архитектор                                                                          |
| 95  | Эренсверд, Августин                 | 1710     | 1772     | Военный деятель (фельдмаршал)                                                       |
| 96  | Этолин, Адольф Карлович             | 1798     | 1876     | Военный деятель (вице-адмирал)                                                      |
| 97  | Юльппё, Арво                        | 1887     | 1992     | Врач (педиатр), учёный                                                              |
| 98  | Юслениус, Даниэль                   | 1676     | 1752     | Церковный деятель (епископ Скара)                                                   |
| 99  | Янссон, Туве                        | 1914     | 2001     | Деятель культуры (писательница)                                                     |
| 100 | Ярнефельт, Арвид                    | 1861     | 1932     | Деятель культуры (писатель)                                                         |
| 101 | Хемминг (fi)                        | 1290     | 1366     | Церковный деятель (епископ Турку)                                                   |
| 102 | Ларин Параске                       | 1833     | 1904     | Деятель культуры (исполнительница народных песен)                                   |
| 103 | Сергий Валаамский                   | 1100     | 1199     | Церковный деятель (один из основателей Валаамского монастыря)                       |
| 103 | Герман Валаамский                   | 1100     | 1199     | Церковный деятель (один из основателей Валаамского монастыря)                       |
| 104 | Острём, Эмма                        | 1847     | 1934     | Педагог (первая женщина, получившая диплом об окончании высшего учебного заведения) |
| 105 | Брюк, Петри (fi)                    | 1913     | 1977     | Промышленник (управляющий фирмы Outokumpu)                                          |
| 106 | Коббен, Виллем                      | 1897     | 1985     | Церковный деятель (первый католический епископ Хельсинки)                           |
| 107 | Эркко, Юхо Элиас                    | 1895     | 1965     | Предприниматель (издатель газет)                                                    |
| 108 | Эронен, Элла (fi)                   | 1900     | 1987     | Деятель культуры (актриса)                                                          |
| 109 | Фацер, Карл                         | 1866     | 1932     | Промышленник (организатор кондитерского производства)                               |
| 110 | Фриберг, Майкки                     | 1861     | 1927     | Общественный деятель (учительница географии)                                        |
| 111 | Гезелиус, Йоханнес                  | 1615     | 1690     | Церковный деятель (епископ Турку)                                                   |
| 112 | Грипенберг, Александра              | 1857     | 1913     | Политик (член парламента)                                                           |
| 113 | Хаавикко, Пааво                     | 1931     | 2008     | Деятель культуры (писатель)                                                         |
| 114 | Идестам, Фредрик                    | 1838     | 1916     | Предприниматель (промышленник)                                                      |
| 115 | Ярва, Ристо                         | 1934     | 1977     | Деятель культуры (кинорежиссёр)                                                     |
| 116 | Юссойла, Йоханнес (fi)              | 1555     | 1604     | Церковный деятель (католический священник)                                          |
| 117 | Кайпиайнен, Биргер                  | 1915     | 1988     | Деятель культуры (керамист)                                                         |
| 118 | Каурисмяки, Аки                     | 1957     | 2167     | Деятель культуры (кинорежиссёр)                                                     |
| 119 | Кярки, Тойво (fi)                   | 1915     | 1992     | Деятель культуры (композитор, сочинитель популярных песен)                          |
| 120 | Килпи, Волтер                       | 1874     | 1939     | Деятель культуры (писатель)                                                         |
| 121 | Китунен, Мартти (fi)                | 1747     | 1833     | Охотник                                                                             |
| 122 | Лённ, Виви                          | 1872     | 1966     | Архитектор                                                                          |
| 123 | Лейвискя, Юха (fi)                  | 1936     | 2046     | Архитектор                                                                          |
| 124 | Леппянен, Яакко Клементинпойка (fi) | 1700     | 1800     | Общественный деятель, строитель церквей                                             |
| 125 | Мери, Вейо                          | 1928     | 2015     | Деятель культуры (писатель)                                                         |
| 126 | Мертен, Ева (fi)                    | 1723     | 1811     | «Герцогиня Финляндии»                                                               |
| 127 | Мултиала, Каарина                   | 1500     | 1600     | Купец (первая в Финляндии, судя по известным документам, женщина-предприниматель)   |
| 128 | Неванлинна, Харри (fi)              | 1922     | 1994     | Директор Службы переливания крови Финского Красного Креста                          |
| 129 | Нюландер, Йохан (fi)                | 1742     | 1810     | Предприниматель (купец)                                                             |
| 130 | Нюландер, Вильям                    | 1822     | 1899     | Учёный (лихенолог, ботаник, зоолог)                                                 |
| 131 | Пунасуомалайнен, Маркетта           | 1600     | 1658     | Целительница, ведьма                                                                |
| 132 | Ратиа, Арми                         | 1912     | 1979     | Предприниматель (основатель фирмы Marimekko)                                        |
| 133 | Сааринен, Элиэль                    | 1873     | 1950     | Архитектор                                                                          |
| 134 | Салмелин, Анна Маргарета (fi)       | 1716     | 1789     | Общественный деятель (жена регента хора)                                            |
| 135 | Согер, Элин                         | 1614     | 1669     | Женщина-предприниматель (промышленник, собственник железоделательных заводов)       |
| 136 | Сёдерхьельм, Алма (fi)              | 1870     | 1949     | Учёный (первая женщина-профессор)                                                   |
| 137 | Сетяля, Эмиль Нестор                | 1864     | 1935     | Учёный (лингвист)                                                                   |
| 138 | Сииласвуо, Энсио (fi)               | 1922     | 2003     | Военный деятель (генерал)                                                           |
| 139 | Симойоки, Мартти                    | 1908     | 1999     | Церковный деятель (архиепископ)                                                     |
| 140 | Сипиля, Хелви (fi)                  | 1915     | 2009     | Политик (помощник генерального секретаря ООН)                                       |
| 141 | Стольхандске, Торстен               | 1594     | 1644     | Военный деятель (генерал)                                                           |
| 142 | Стокман, Георг (fi)                 | 1825     | 1906     | Предприниматель (основатель сети универмагов)                                       |
| 143 | Тёрни, Лаури                        | 1919     | 1965     | Офицер, служивший в финской, немецкой и американской армиях                         |
| 144 | Тилландс, Элиас                     | 1640     | 1693     | Учёный (медик, ботаник)                                                             |
| 145 | Вяйсяля, Вилхо                      | 1889     | 1969     | Предприниматель (управляющий фирмы Vaisala)                                         |
| 146 | Валлин, Георг Август                | 1811     | 1852     | Путешественник                                                                      |
| 147 | Вестерлунд, Бьёрн (fi)              | 1912     | 2009     | Глава фирмы Nokia                                                                   |
| 148 | Веттерхоф, Фредрика (fi)            | 1844     | 1905     | Общественный деятель (пионер в области преподавания рукоделия)                      |
| 149 | Вирккала, Тапио                     | 1915     | 1985     | Деятель культуры (дизайнер, скульптор)                                              |
| 150 | Вригт, Георг Хенрик фон             | 1916     | 2003     | Учёный (философ)                                                                    |

| |  |  |  |  |  |
| Учёные Финляндии. Слева направо: Арттури Виртанен, Вильям Нюландер, Элиас Лённрот, Пер Кальм, Адольф Норденшельд, Юхан Гадолин |  |  |  |  |  |